# Villa dall’Ava
Die Villa dall’Ava ist ein 1991 von Rem Koolhaas entworfenes Wohnhaus in Saint Cloud.

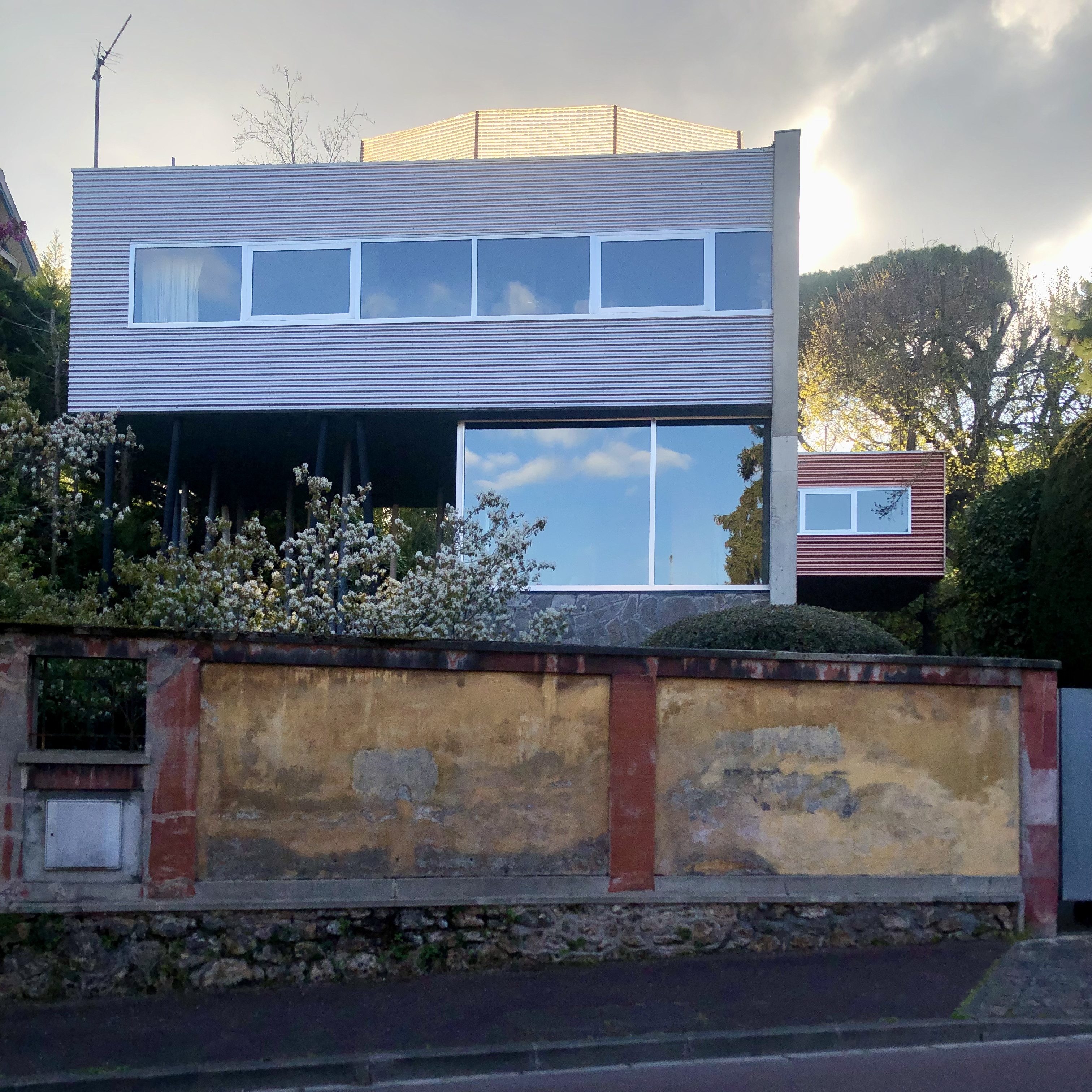
Straßenfassade

## Bauwerk

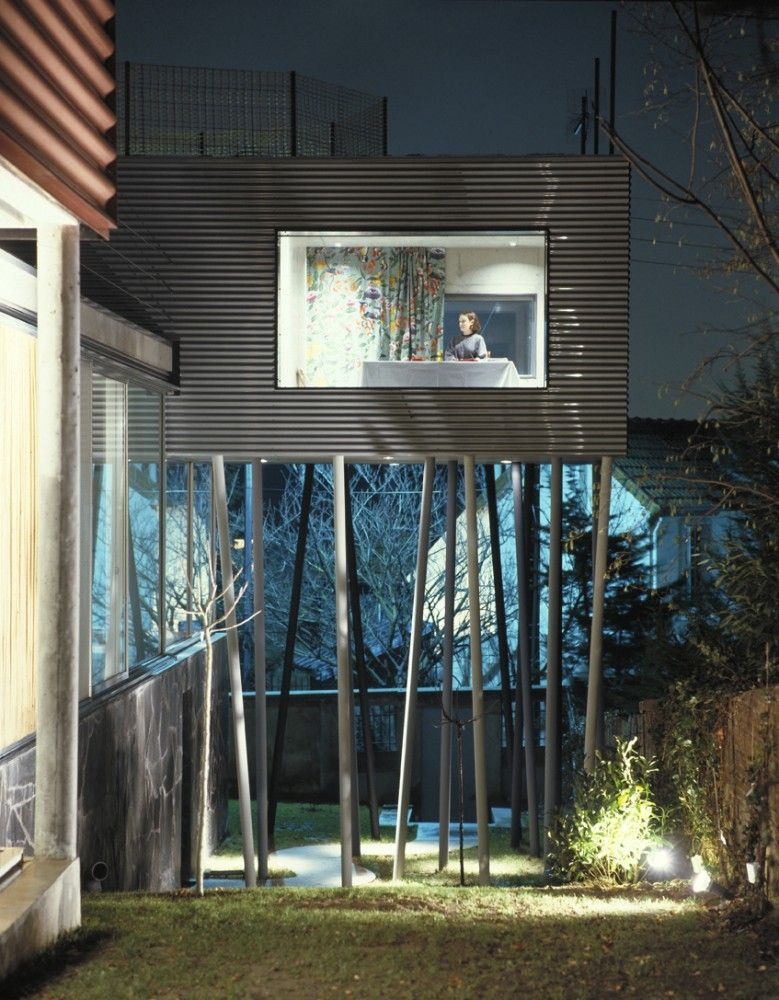
Wohnung der Tochter

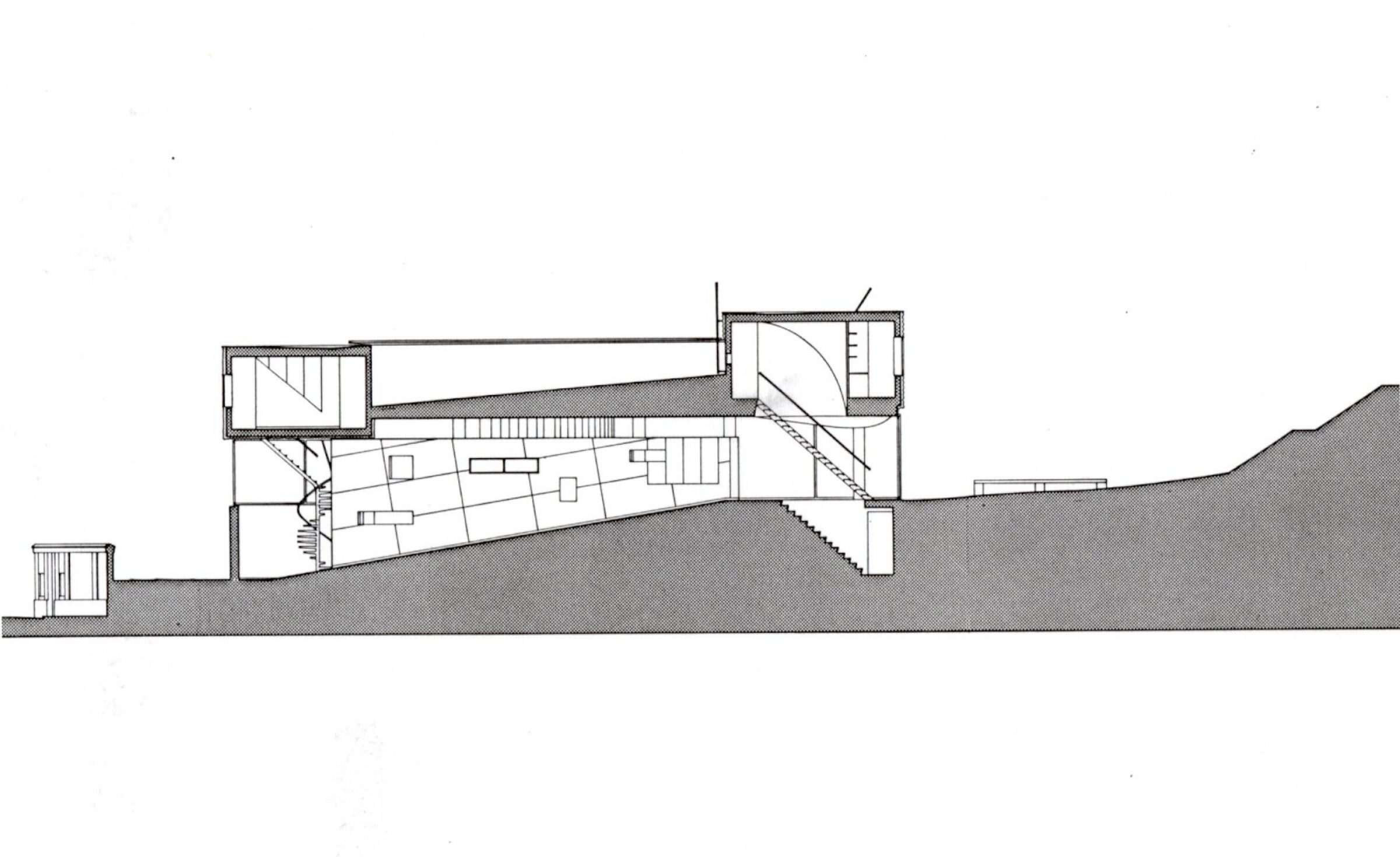
Längsschnitt

Die Villa dall'Ava liegt auf einer Anhöhe, der steil zur Seine, zum Bois de Boulogne und zur Stadt Paris hin abfällt. Die Bauherren Lydie und Dominique Boudet wünschten sich 1984 ein Glashaus mit Schwimmbad auf dem Dach und zwei separaten Wohnungen – eine für die Eltern und eine weitere für ihre Tochter. Die Psychologin und der Architekturjournalist wollten zudem einen Blick auf die umliegende Landschaft und die Stadt Paris.
Die öffentlichen Räume, wie Wohn- und Essbereich, befinden sich im gläsernen Erdgeschoss, das in Achse des Grundstücks platziert ist. Hingegen sind die privaten Räume, Eltern- und Tochterwohnung, in den beiden senkrecht schwebenden Kuben, die gegenläufig verschoben sind, um den Ausblick zu nutzen, untergebracht. Das Schwimmbecken liegt zwischen beiden Wohnungen und ruht auf der vom Glaspavillon umschlossenen Betonkonstruktion. Durch das Fehlen jeglicher Serviceräume im Erdgeschoss, der großen Fensterflächen und der geringen Möblierung fließt der Raum grenzenlos in den Garten bis hin zu den Mauern. Die Fortsetzung des Parks wird so im Inneren des Hauses simuliert.
Bart Lootsma wählte das von Koolhaas entworfene Haus als eines der für ihn bedeutendsten Bauwerke.

## Projektbeteiligte
- Architektur: Rem Koolhaas, OMA
- Mitarbeiter Architektur: Xaveer de Geyter, Jeroen Thomas
- Bauingenieur: Marc Mimram[5]
- Gartenarchitektur: Yves Brunier
- Einrichtung: Petra Blaisse
- Bauaufsicht: Loïc Richalet

## Auszeichnungen
- 1992: Shortlist – Mies van der Rohe Preis[6]

## Filmografie
- 1996: Die Villa dall’Ava – Ein Gebäude der Postmoderne. Arte Baukunst